# André Schulze (Radsportler)

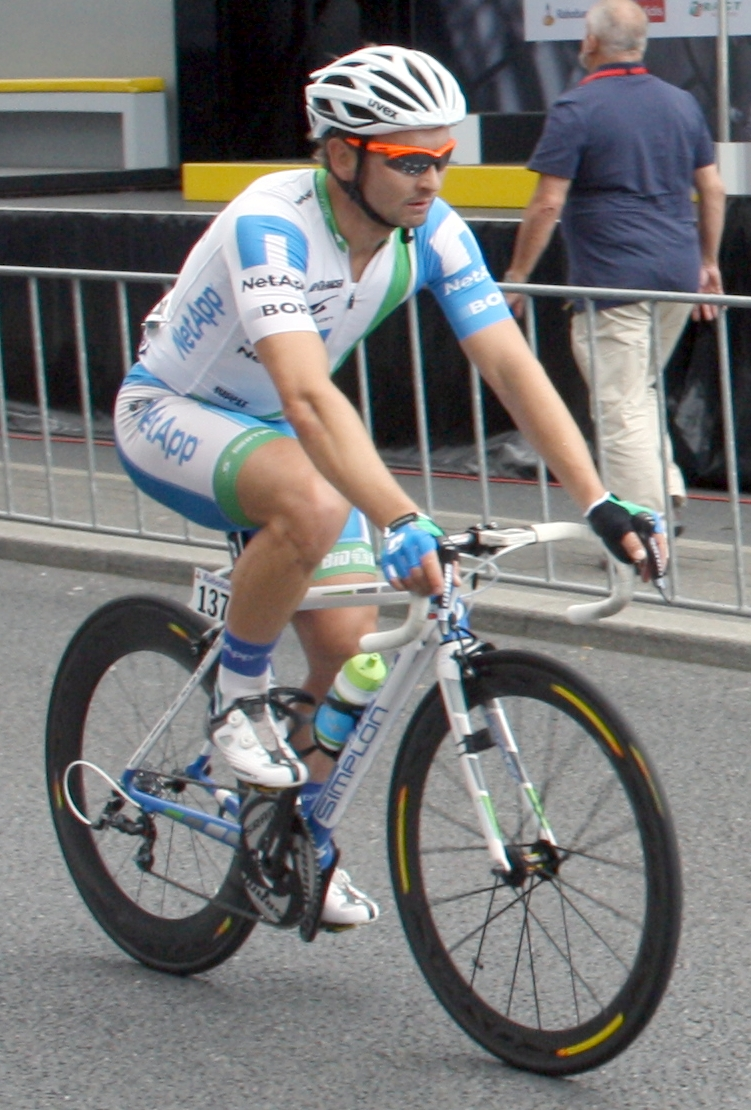
André Schulze beim World Ports Classic 2012

André Schulze (* 21. November 1974 in Görlitz) ist ein ehemaliger deutscher Radrennfahrer und Sportlicher Leiter eines Radsportteams.

## Sportliche Laufbahn
André Schulze begann seine Karriere 2001 beim Team Wiesenhof. In seinem ersten Jahr konnte er die Schwenninger Radnacht und zwei Etappen bei der Bałtyk-Karkonosze Tour für sich entscheiden. 2003 wechselte er zu Vermarc Sportswear, wo er wieder eine Etappe bei der Baltyk-Karkonosze Tour gewann und später drei Etappen bei der Brandenburg-Rundfahrt. In der Saison 2004 fuhr er für das GS-III-Team VC Frankfurt-Brügelmann und gewann Etappen bei der Griechenland-Rundfahrt, der Japan-Rundfahrt, der Tunesien-Rundfahrt und die achte Etappe der Tour of Qinghai Lake. 2005 und 2006 fuhr er für das Team Sparkasse und für das Team Lamonta. 2005 gewann er das Rennen Rund um Köln-Longerich (später Cologne Classic).
Ab der Saison 2007 fuhr er wieder für die Mannschaft Wiesenhof-Felt, die mittlerweile eine Lizenz als Professional Continental Team besaß. Hier gelang ihm mit dem Sieg auf der ersten Etappe der Bayern-Rundfahrt sein bisher dahin größter Erfolg. Nach der Auflösung des Teams Wiesenhof-Felt wechselte er für die Saison 2008 zum tschechisches Team PSK Whirlpool, wo er bis zum Jahr 2010 einige Erfolge erzielen konnte, unter anderem einen Etappensieg bei der Türkei-Rundfahrt. Zur Saison 2011 wurde er dann vom polnischen Professional Continental Team CCC Polsat Polkowice verpflichtet, für das er neben anderem das deutsche Eintagesrennen Neuseen Classics – Rund um die Braunkohle gewann. In der Saison 2012 fuhr er für das Team NetApp, gewann die Neuseen Classics – Rund um die Braunkohle, zwei Etappen der Course de la Solidarité Olympique und schloss die Jahresrangliste der UCI Europe Tour 2013 auf Rang 13 ab.
Hierauf wurde Schulze in der Saison 2013 von der baskischen Mannschaft Euskaltel Euskadi verpflichtet, die u. a. durch diese Verpflichtung die Lizenz als UCI ProTeam sichern wollte und an der UCI WorldTour teilnahm.

## Berufliches
Nachdem sich dieses Team zum Ende der Saison aufgelöst hatte, beendete Schulze seine Karriere als Rennfahrer und kehrte als Sportlicher Leiter zum Team NetApp-Endura zurück. Seit 2013 betreibt Schulze gemeinsam mit Enrico Poitschke ein Geschäft für Sportbekleidung mit Schwerpunkt Radsport in Leipzig.

## Erfolge
2004
- eine Etappe Tour of Qinghai Lake

2007
- eine Etappe Tour of Qinghai Lake
- eine Etappe Bayern-Rundfahrt

2008
- eine Etappe Szlakiem Grodów Piastowskich
- zwei Etappen Course de la Solidarité Olympique

2009
- eine Etappe Presidential Cycling Tour of Turkey

2010
- zwei Etappen Course de la Solidarité Olympique
- Memoriał Andrzeja Trochanowskiego
- eine Etappe Szlakiem Grodów Piastowskich

2011
- Memoriał Andrzeja Trochanowskiego
- Neuseen Classics – Rund um die Braunkohle
- eine Etappe Course de la Solidarité Olympique
- Prolog Dookoła Mazowsza

2012
- Neuseen Classics – Rund um die Braunkohle
- zwei Etappen Course de la Solidarité Olympique